# 列治文 (新罕布什爾州)
列治文（英語：Richmond）是一個位於美國新罕布什爾州切希爾縣的鎮。

## 人口
根據2020年美國人口普查的數據，列治文的面積為97.70平方千米，當中陸地面積為97.20平方千米，而水域面積為0.50平方千米。當地共有人口1197人，而人口密度為每平方千米12人。